# Île de Johns
L'île de Johns (ou Johns Island en anglais) est une île des États-Unis en Caroline du Sud, une des Sea Islands dans le comté de Charleston, la plus grande des îles de Caroline du Sud.

## Géographie
Bordée par Wadmalaw Island (en), Seabrook Island, Kiawah Island, Edisto Island, Folly Island (en) et James Island, elle s'étend sur près de 26 km de longueur pour une largeur d'environ 17 km. Elle est connue pour son grand et vieil Arbre Ange.